# Луций Клодий Макр
Луций Клодий Макр (лат. Lucius Clodius Macer; ? — 68 год) — римский узурпатор в 68 году.
Происхождение Макра неизвестно, как и его карьера. При императоре Нероне он был назначен легатом пропретором провинции Африка.
После гибели Нерона на престол вступил престарелый наместник Тарраконской Испании Гальба. Тогда Макр поднял восстание и перекрыл поставки зерна в Рим и сделал своей столицей Карфаген, наиболее важный порт в Африке. Он переформировал подвластный ему легион III «Августа» в Нумидии в I легион Освободитель Макра. В октябре 68 года Макр был убит прокуратором Требонием Гарруцием, которого подослал Гальба.
Монеты Макра очень редки. Лишь 85 монет сохранилось до наших дней, 20 из которых носят его портрет. На обратной стороне монеты изображён в основном корабль или орёл между двумя штандартами и имя его легиона. Все его монеты чеканились в Нумидии.